# Pneumatikový kord

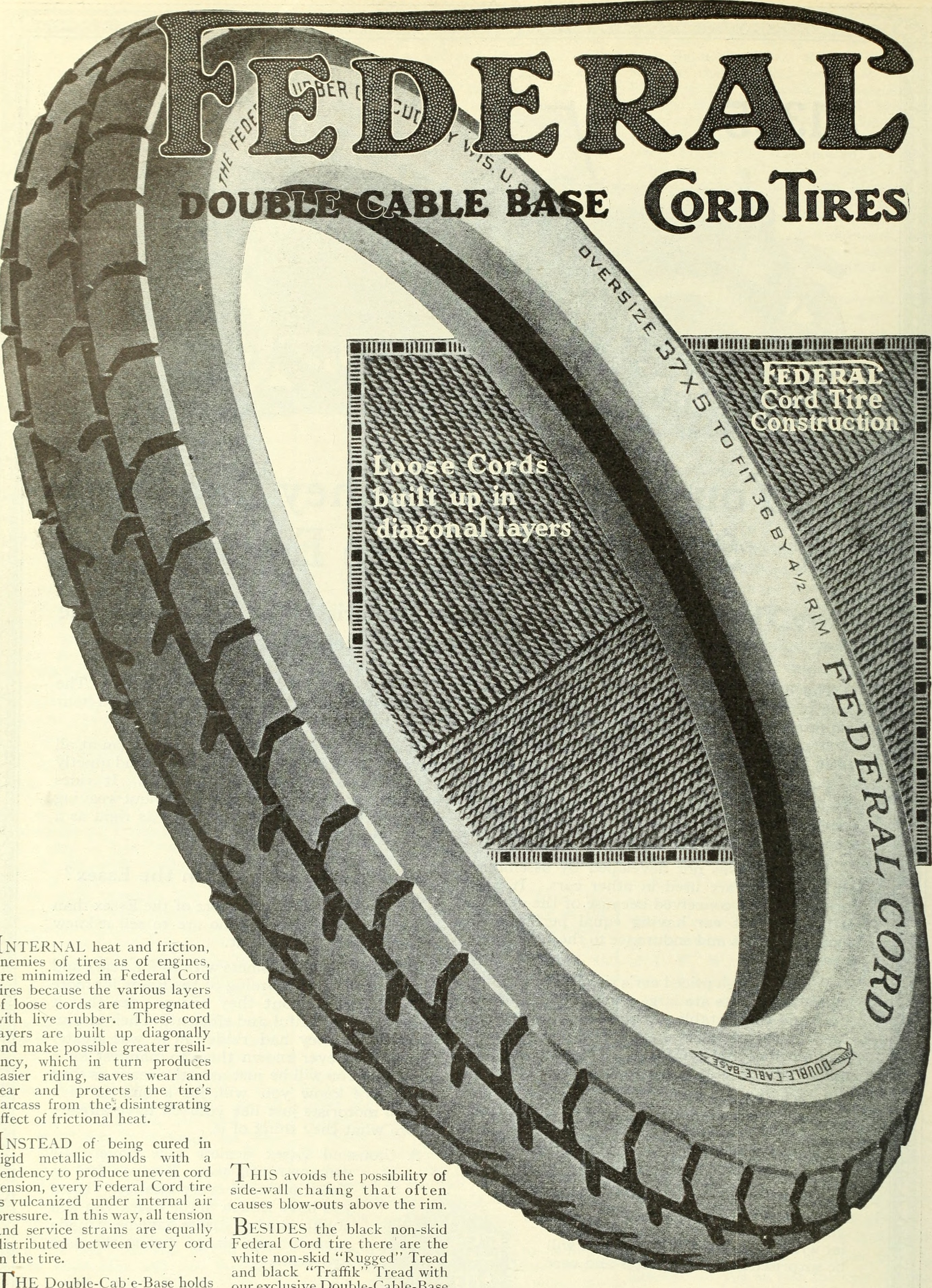
Pneumatika s diagonální výztuží z bavlněné tkaniny (z posledních let 19. století v USA)

Pneumatikový kord je označení pro plošnou výztuž gumárenských výrobků. S kordy se vyztužují pneumatiky všech druhů vozitel, dopravní pásy, hadice aj.

## Z historie pneumatikových kordů
Za vynálezce pneumatiky je považován Skot Thomson, jeho vynález z roku 1845 se však prakticky neuplatnil. První série pneumatik s textilní výztuží byla vyrobena ve Francii v roce 1895. Z let 1908–1912 jsou známé pneumatiky s kordy z bavlněné příze. V roce 1913 vynalezli Britové Gray a Sloper pneumatiku s radiální výztuží; od roku 1948 byla vyráběna sériově – s ocelovými kordy – firmou Michelin. V roce 1955 začala firma Pirelli vyrábět pneumatiky s poloocelovou výztuží, tj. s kombinací vrstev textilních a ocelových kordů. Výztuže z polyamidu a z polyesteru se začaly používat koncem 50. let.
V roce 1922 se udávala celosvětová výroba pneumatik s 1,7 miliardy kusů, výnos z prodeje pneumatikových kordů dosáhl v roce 2023 cca 8,6 miliard USD.
Kordárna, český výrobce pneumatikových kordů založený v roce 1948, patřil na začátku 21. století s roční výrobu 21 000 tun k největším v Evropě. V roce 2009 se podnik dostal do konkurzu, v roce 2018 byl převzat thajskou firmou Indorama Ventures. V roce 2023 oznámila firma, že vyrábí pod novým vedením už asi rok pravidelně měsíčně cca 1600 tun pneumatikových kordů.

## Způsob výroby
Pneumatikové kordy se vyrábějí ve formě tkaniny, netkané („bezútkové“) textilie nebo laminátu z paralelně ložených ocelových drátů. 

### Kordy z textilních materiálů
- Multifilamenty na osnovu tkanin a na bezútkové textlie se 2× nebo 3× druží,  skají  kablováním (s odváděcí rychlostí do 60 m/min  na cívky o  váze až 20 kg)[6] a smáčejí v kaučuku.[7]

Jako surovina se běžně používají polyesterová, ployamidová, viskózová a aramidová vlákna zpracovaná např. (podle údajů firmy Kordárna): 
| Druh mteriálu | Jemnost filamentu (dtex) | Družení osnov. nití | Pevnost (g/tex) | Tažnost (%) | Doporučené použití kordu v pneumatikách |
| PET           | 110–220                  | 1×2, 1×3            | 138–275         | -           | osobní a lehká nákladní auta            |
| PA            | 70–280                   | 1×2, 1×3            | 40              | 18–22       | střední, těžká a terénní vozidla        |
| aramidy       | 110–168                  | 1×2, 1×3            | 350–530         | 4,5–4,7     | radiální pneumatiky, závodní auta       |
| VI            | 184–368                  | 1×2, 1×3            | -               | -           | závodní auta                            |

- Útek se vyrábí z bavlněné nebo směsové příze bavlna/polyamidová stříž.
- Tkanina se vyrábí s dostavou osnovy 6–13/cm a útku od 1/cm na strojích se skřipcovým[10] nebo  pneumatickým prohozem s prac. šířkou do 190 cm a max. 930 obr./min.[11]
- Bezútková textilie

Výrobní postup: Navíjení na osnovní vál – družení 8 osnov – napouštění latexem – zahřívání a sušení – kalandrování.

### Kovový kord
Ocelové tyče s tloušťkou cca 5 mm se dlouží na Ø 0,8-1,6 mm, povrstvují mosazí a dlouží za mokra na výsledný „filament“ o Ø  0,15–0,38 mm, který obsahuje 0,7–1,3 % váhového množství mědi (2/3) a zinku (1/3).
Kordový drát vzniká stáčením 2 až cca 30 takto upravených „filamentů“  v 1 až 3 pasážích za sebou. 
Např. konstrukce 3+9+15×0,2 +1: 
- Svazek ze 3 drátů se po 1. pasáži ovíjí spirálovým filamentem
- Ve 2. pasáži se svazek oplétá 9 dráty a znovu ovíjí spirálou
- Ve 3. pasáži se svazek (z 12 drátů) oplétá 15 dráty a výsledný svazek se ovíjí spirálou.[15]

Výrobní proces ve všech třech pasážích probíhá kontinuálně na jednom stáčecím stroji.

#### Vlastnosti drátu
Kordový drát se vyrábí v několika desítkách variant. Fyzikální vlastnosti 3 vybraných exemplářů (podle informací od čínské firmy Hengxing):
| Složení          | Průměr (mm) | Hustota (g/m) | Délka (mm) | Pevnost (N) |
| 2×0,30           | 0,60        | 1,12          | 16850      | 365         |
| 3×0,24 / 9×0,225 | 0,94        | 3,33          | 5000       | 1445        |
| 3+9+15×0,245     | 1,51        | 10,26         | 2000       | 3600        |

### Drátěnérohože
Princip: Dráty se odvíjejí z řady cívek a procházejí vedle sebe válečkovými vodiči určujícími hustotu a šířku rohože dále do čtyřválcového kalandru, který mezi ně vlisuje tenkou vrstvu pryže. Hotový plošný útvar se navíjí mezi polypropylenové plachty na válec k pozdějšímu použití.

### Tkaný kord
K výrobě kovového kordu se v roce 2024 nabízí např. čínský tkací stroj s  jehlovým prohozem útku. Při pracovní šířce 140 cm pracuje stroj s max. 40 obr./min, jako útek se doporučuje  polyamidová příze.

## Kordy v pneumatikách

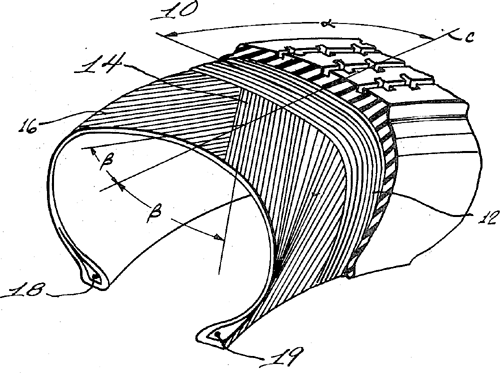
Schéma uložení kordů v pneumatice

Podle způsobu uložení kordů se rozlišují diagonální, radiální a poloradiální pneumatiky.
- U diagonálních se pásy kordů vzájemně kříží pod úhlem 30 až 40°
- Radiální pneumatiky mají pásy uložené kolmo k obvodu pneumatiky[20]
- U poloradiálních se kombinuje radiální a diagonální uložení.[21]

Kordy tvoří v pneumatice (viz nákres vpravo):
- kostru pláště (14 a 16) ze 2 až 4 vrstev nad sebou (14 a 16)
- nárazník (10) většinou ze dvou vrstev obvykle ocelových kordů[22]
- boční stěny s dvojitou vrstvou tkaného „chaferu“, obvykle z polyamidových vláken[23]

V roce 2024 jsou nabízeny stroje na automatické stříhání na patřičný rozměr a umístění kordů na jednu pneumatiku v 60 vteřinách.